# Obděnice (tvrz)
Obděnice jsou zřícenina tvrze ve stejnojmenné vesnici u Petrovic v okrese Příbram ve Středočeském kraji. Založena byla zřejmě v patnáctém století, koncem šestnáctého století ji výrazně rozšířil Jakub Krčín a jako panské sídlo sloužila přibližně do třicetileté války. Poté tvrz ztratila svůj význam, a změnila se na zříceninu, která je chráněna jako kulturní památka.

## Historie
Starší panské sídlo v Obděnicích bývalo už na začátku třináctého století, ale stávalo pravděpodobně v sousedství kostela Nanebevzetí Panny Marie. Mladší tvrz je poprvé písemně doložena až v roce 1593, ale za jejího majitele je považován už Jan Jedlice z Obděnic, služebník Rožmberků připomínaný ve vsi v letech 1452–1475. Statek po Janovi zdědil jeho příbuzný Kunrat z Petrovic. Dalšími držiteli se stali Mikuláš Smrčka ze Mnichu (roku 1504), Předbor z Radešína (1523) a Kateřina z Radešína, rozená z Vrchovišť, která Obděnice před rokem 1540 prodala Oldřichu Smrčkovi ze Mnichu. Oldřich zemřel před rokem 1557 a z jeho tří synů vesnice připadla nejstaršímu Jindřichovi. Od roku 1581 tvrz patřila Oldřichovi mladšímu, který snad byl Jindřichovým synem.
Oldřich Smrčka ze Mnichu Obděnice roku 1593 prodal Jakubu Krčínovi. Nový majitel tvrz výrazně přestavěl, ale vedl spory s Jindřichem Doudlebským, kterému v Obděnicích patřily dvě usedlosti. Spory Jakub Krčín vyřešil v roce 1601, kdy koupil Petrovice i s oběma obděnickými grunty. Roku 1604 Obděnice po otci zdědila nejmladší dcera Johanka provdaná za Oldřicha Myšku ze Žlutic. Oldřich se zúčastnil stavovského povstání v letech 1618–1620, za což mu byl zkonfiskován majetek. Statek poté v roce 1623 koupila Polyxena z Lobkovic a Lobkovicové jej připojili k Vysokému Chlumci. Tvrz ztratila svou sídelní funkci a začala chátrat. Podle popisu z roku 1652 byly krovy ve špatném stavu a střecha potřebovala vyměnit. Ještě v roce 1677 se na tvrzi bydlelo. Střecha byla pokrytá šindelem a cihlami. Uvnitř bylo šest pokojů, jedenáct komor, čtyři suché sklepy, kuchyně a lednice. Během dalšího století však budovy zchátraly a změnily se ve zříceninu.

## Stavební podoba
Pozůstatky tvrze se nacházejí na pozemcích usedlosti čp. 2, 3, 25, 30, 34, 31 a 35, přičemž nejvýraznější části zdiva se dochovaly u prvních tří z nich. Dům čp. 24 patřil k nejlépe zachovaným částem tvrze, ale po roce 1946 byl opuštěn a zanikl. V jeho sousedství stávala ještě v roce 1899 věžová brána s klenutým průjezdem. V domě čp. 2 se nachází místnost s valenou klenbou s trojbokými výsečemi a hřebínky, zbytky černé kuchyně z roku 1599, druhotně použitý gotický sedlový portálek ze žuly a velké plochy renesančních omítek. Reliéf pozemků, zejména u domu čp. 34, dokládá existenci příkopu.